# Pachyanthus discolor
Pachyanthus discolor är en tvåhjärtbladig växtart som beskrevs av Norlind och Ignatz Urban. Pachyanthus discolor ingår i släktet Pachyanthus och familjen Melastomataceae. Inga underarter finns listade i Catalogue of Life.